# Матилда од Немачке, грофица Лотарингије
Матилда (лето 979. – новембар 1025.), грофица Палатина од Лотарингије, била је чланица Отонске династије .

## Младост
Матилда је била трећа ћерка цара Отона II и царице Теофаније .  Убрзо након рођења, Матилда је послата у Есенску опатију, где је њена старија рођака Матилда била игуманија, Матилда се овде школовала. Претпостављало се да ће Матилда остати у опатији и постати игуманија као њене старије сестре Аделаида I и Софија I .

## Брак
Матилда је живела другачијим животом од своје две сестре; требало је да се уда за Еца, грофа Палатина од Лотарингије .  Према историчару Титмару од Мерсебурга, Матилдином брату, цару Отону III, у почетку се није допала идеја да се Матилда уда. Породица је пару дала велике поклоне како би обезбедила адекватан животни стандард. Царица Теофанија је пристала на брак. Ецо је затим одвео Матилду из опатије у којој је живела. Међутим, игуманија Матилда је узалуд одбила да преда девојку. Каснији романтични украси чак су тврдили да је Ецо раније био тајно заљубљен у младу Матилду.
Вероватно је да је овај брак требало да обезбеди моћ Отона III. Породица је имала велика имања у Доњој Рајни и Мозелу. Ецова мајка је потицала из куће војвода од Швапске и тако је Ецо положио права на ове земље. Матилда их је добила из отонских поседа и дала свом мужу.
Ецо и Матилда су имали десеторо деце:
- Лиудолф (око 1000 — 10. април 1031), гроф Зутфена [1]
- Отон I (умро 1047), гроф Палатин од Лотарингије и касније војвода од Швапске као Отон II
- Херман II (995–1056), надбискуп Келна [1]
- Теофанија (умро 1056), игуманија Есенска и Герешајмска
- Ричеза (умрла 21. марта 1063), краљица Пољске, удала се за Мјешка II од Пољске [1]
- Аделаида (умрла око 1030), игуманија од Нивела (Нивел)
- Хејлвига, игуманија од Нојса
- Матилда, игуманија од Диткирхена и Вилиха
- Софија, игуманије Свете Марије, Мајнц
- Ида (умрла 1060), опатица Келна и опатије Гандерсхајм (коју је 852. основао њен предак Лиудолф, војвода од Саксоније ).

## Смрт
Матилда је очигледно умрла неочекивано током посете Ецоовом брату Херману у Ехцу, док је Ецо био у Ахену, на скупу племства Лорене. Матилда је сахрањена у опатији Браувајлер .